# Weh Porak
Weh Porak is een bestuurslaag in het regentschap Bener Meriah van de provincie Atjeh, Indonesië. Weh Porak telt 359 inwoners (volkstelling 2010).